# Percy Watson
Chris Nick McNeil (Lawton, 19 agosto 1981) è un ex wrestler statunitense.
È stato sotto contratto con la World Wrestling Entertainment e lottava ad NXT con il ring name Percy Watson. Dopo un periodo nel circuito indipendente, nel novembre 2016 Watson è stato rimesso sotto contratto dalla WWE e svolge il ruolo di commentatore di WWE NXT.

## Carriera

### Football
McNeil studia alla Western Carolina University alla facoltà di informatica. Ottiene grandi successi nel football venendo convocato 3 volte negli All-Southern.
Dopo l'università, McNeil firma un contratto con i Pittsburgh Steelers e gira diverse squadre della NFL fra cui i Washington Redskins, i Green Bay Packers e i New York Giants.

### WWE

#### Florida Championship Wrestling (2009-2011)
McNeil si dedica al wrestling dall'inizio del 2009 e firma subito un contratto di sviluppo con la WWE e viene mandato alla FCW. Fa il suo debutto nel settembre del 2009 sotto il suo vero nome ma il 1º ottobre cambia nome in Percy Watson e forma un tag team con Darren Young chiamato The South Beach Boys. I due tuttavia non riusciranno a conquistare gli FCW Florida Tag Team Championship. Nei tapings del 1º settembre, Watson partecipa al torneo per decretare il nuovo campione FCW ma viene eliminato alle eliminatorie dal colui che poi andrà a vincere il torneo, ovvero Leo Kruger.

#### NXT; Team con Titus O'Neil e rilascio (2010-2013)
Il 1º giugno 2010 viene annunciato che Watson sarà uno dei partecipanti alla seconda stagione di WWE NXT con MVP come mentore. Fa il suo debutto l'8 giugno in un Tag Team Match con il suo pro battendo Husky Harris e Cody Rhodes. Nella votazione del 29 giugno Watson ottiene un ottimo secondo posto, appena dietro a Kaval. Il 6 luglio, Percy vince la sfida "talk-the-talk" e ottiene di poter svolgere il suo show personale invitando come ospite il suo pro M.V.P. Per lanciare un segno forte, Watson invita gli altri rookie per attaccare M.V.P. ma viene anticipato dagli altri professionisti. Matt Striker trasforma la rissa in una Over The Top Rope Battle Royal a 20 uomini con i rookie della seconda stagione, i loro pro e il Nexus dove però Watson non fa una bella figura e viene eliminato per terzo dopo il suo pro ed Eli Cottonwood. Percy chiede scusa a M.V.P. la settimana successiva; scuse che vengono accettate. Il 10 agosto Watson diventa il primo rookie della seconda stagione ad aver sconfitto un pro (in questo caso Zack Ryder) e viene classificato terzo. Nella puntata del 16 agosto, Percy Watson viene eliminato.

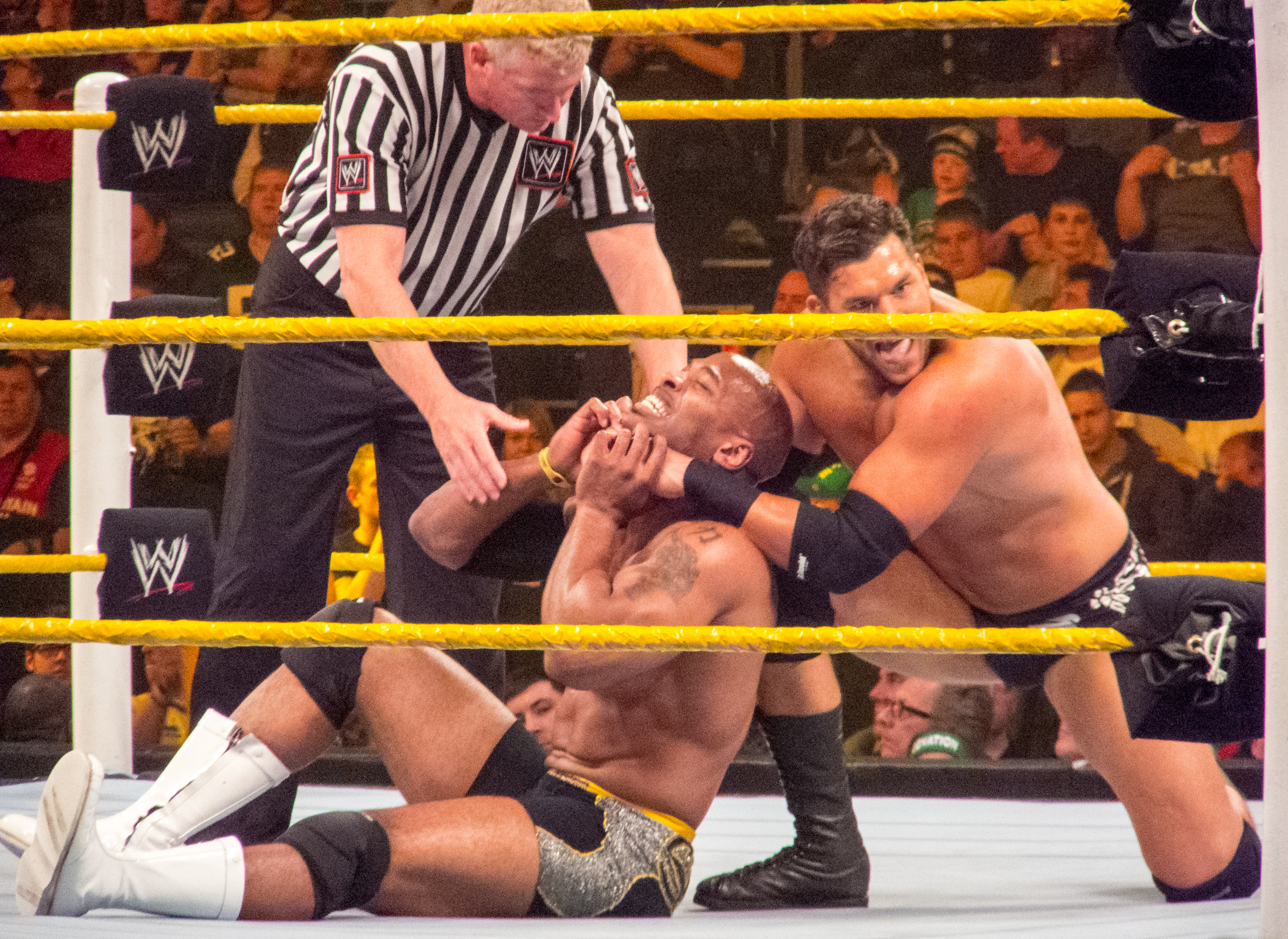
Watson ad NXT.

Nella puntata di Superstars dell'8 settembre 2011, Percy Watson fa il suo ritorno sul ring WWE, combattendo un match di coppia insieme a Titus O'Neil perdendo contro Tyler Reks & Curt Hawkins. Saranno poi presenze fisse dello show NXT Redemption, sconfiggendo coppie come Tyson Kidd e Derrick Bateman e iniziando una rivalità con Darren Young e JTG. Il 14 ottobre, in quel di SmackDown, partecipa alla Battle Royal promossa da Theodore Long e John Laurinaitis nella quale il vincitore avrebbe potuto sfidare un campione a sua scelta in un match titolato, ma viene eliminato. Nel corso della 100ª puntata di NXT, batte Heath Slater. La stessa sera, O'Neil effettua un Turn Heel e i due rompono la partnership. Il 24 gennaio, Watson affronta proprio O'Neil, non riuscendo a battere l'ex amico. Nella puntata di NXT del 31 gennaio, Watson fa coppia con il suo nuovo compagno Alex Riley, perdendo contro Titus O'Neil e Darren Young. Il 20 giugno, la quinta stagione di NXT termina. ma il 18 luglio, Watson appare per la prima volta nella sesta stagione del programma, perdendo contro Jinder Mahal. Fa coppia poi con Yoshi Tatsu nel suo ultimo periodo di permanenza alla WWE e i due prendono anche parte al torneo per decretare i primi NXT Tag Team Champions, ma vengono sconfitti al primo turno da Erick Rowan e Luke Harper.
Il 17 maggio 2013, viene svincolato dalla WWE.

### Ritorno in WWE (2016-presente)
Nel novembre 2016 Watson è stato rimesso sotto contratto dalla WWE e svolge il ruolo di commentatore di WWE NXT accanto a Tom Phillips e Corey Graves. Dal mese di gennaio, Graves lascia il posto a Nigel McGuinness.

## Personaggio

### Mosse finali
- Percycution (Fireman's Carry Flapjack) - dal 2011
- Showtime Splash (Standing 180º turning splash)
- Float-over DDT - 2010

## Titoli e riconoscimenti
Pro Wrestling Illustrated
- 238º tra i 500 migliori wrestler singoli nella PWI 500 (2010)